# Élections législatives khakasses de 2023
Les élections législatives khakasses de 2023 ont lieu du 8 au 10 septembre 2023 lors des infanationales russes en Khakassie afin de renouveler les 50 sièges du Conseil suprême de la république. Elles coïncident avec l'élection gouvernorale khakasse. 

## Mode de scrutin
En vertu des lois électorales en vigueur, le Conseil suprême est élu pour un mandat de cinq ans, au scrutin parallèle. 25 sièges sont élus au scrutin proportionnel de liste avec un seuil électoral de 5 %, l'autre moitié étant élue dans 25 circonscriptions uninominales au scrutin uninominal majoritaire à un tour. Les sièges de la partie proportionnelle sont attribués selon le quota Imperiali, modifié pour garantir que chaque liste de parti qui dépasse le seuil reçoive au moins un mandat. 

## Candidats

### Scrution proportionnel
Pour enregistrer les listes régionales de candidats, les partis doivent recueillir 0,5 % des signatures de tous les électeurs inscrits dans l'Khakassie.  
Les partis suivants ont été dispensés de la nécessité de recueillir des signatures: 
- Russie unie
- Parti communiste de la fédération de Russie
- Russie juste
- Parti libéral-démocrate de Russie
- Nouvelles personnes
- Communistes de Russie
- Parti russe des retraités pour la justice sociale

### Circonscriptions uninominales
25 circonscriptions uninominales ont été créées en Khakassie. Pour inscrire les candidats dans les circonscriptions uninominales, il faut recueillir 3 % des signatures des électeurs inscrits dans la circonscription.

## Résultats
|                           |                           |                 |                 |                 |        |              |               |  |  |  |  |  |  |  |
| Parti                     | Parti                     | Proportionnelle | Proportionnelle | Proportionnelle | UM1    | Total Sièges | +/-           |  |  |  |  |  |  |  |
| Parti                     | Parti                     | Voix            | %               | Sièges          | Sièges | Total Sièges | +/-           |  |  |  |  |  |  |  |
|                           | Parti communiste          | 60 833          | 39.11           | 12              | 2      | 14           | 2             |  |  |  |  |  |  |  |
|                           | Russie unie               | 56 674          | 36.41           | 11              | 23     | 34           | 17            |  |  |  |  |  |  |  |
|                           | Parti libéral-démocrate   | 11 158          | 7.17            | 2               | 0      | 2            | 7             |  |  |  |  |  |  |  |
| Seuil électoral : 5 %     |                           |                 |                 |                 |        |              |               |  |  |  |  |  |  |  |
|                           | Nouvelles personnes       | 6 210           | 3.99            | 0               | 0      | 0            | Nouveau       |  |  |  |  |  |  |  |
|                           | Russie juste              | 5 176           | 3.33            | 0               | 0      | 0            | 2             |  |  |  |  |  |  |  |
|                           | RPPSS                     | 4933            | 3.17            | 0               | 0      | 0            | 1             |  |  |  |  |  |  |  |
|                           | Communistes de Russie     | 4 437           | 2.85            | 0               | 0      | 0            | 2             |  |  |  |  |  |  |  |
|                           | Indépendants              |                 |                 |                 |        |              | 2             |  |  |  |  |  |  |  |
|                           |                           |                 |                 |                 |        |              |               |  |  |  |  |  |  |  |
| Votes valides             | Votes valides             | 149477          | 96,03           |                 |        |              |               |  |  |  |  |  |  |  |
| Votes blancs et invalides | Votes blancs et invalides | 6 182           | 3.97            |                 |        |              |               |  |  |  |  |  |  |  |
| Total                     | Total                     | 155 659         | 100             | 11              | 30     | 50           | en stagnation |  |  |  |  |  |  |  |
| Abstentions               | Abstentions               | 238 215         | 60.48           |                 |        |              |               |  |  |  |  |  |  |  |
| Inscrits / participation  | Inscrits / participation  | 393 874         | 39.52           |                 |        |              |               |  |  |  |  |  |  |  |

Sergueï Sokol (Russie unie), membre de la Douma d'État et candidat retiré aux élections gouvernoales de 2023, a été élu président du Conseil suprême, en remplacement de Vladimir Chtygashev (Russie unie jusqu'en 2023 / KPRF / Indépendant ), qui dirigeait la chambre depuis 1992. Le sénateur sortant Aleksandr Joukov (Russie unie) a été reconduit au Conseil de la Fédération, bien qu'il ait été élu auparavant chef de faction de Russie Unie. 